# Dry Falls

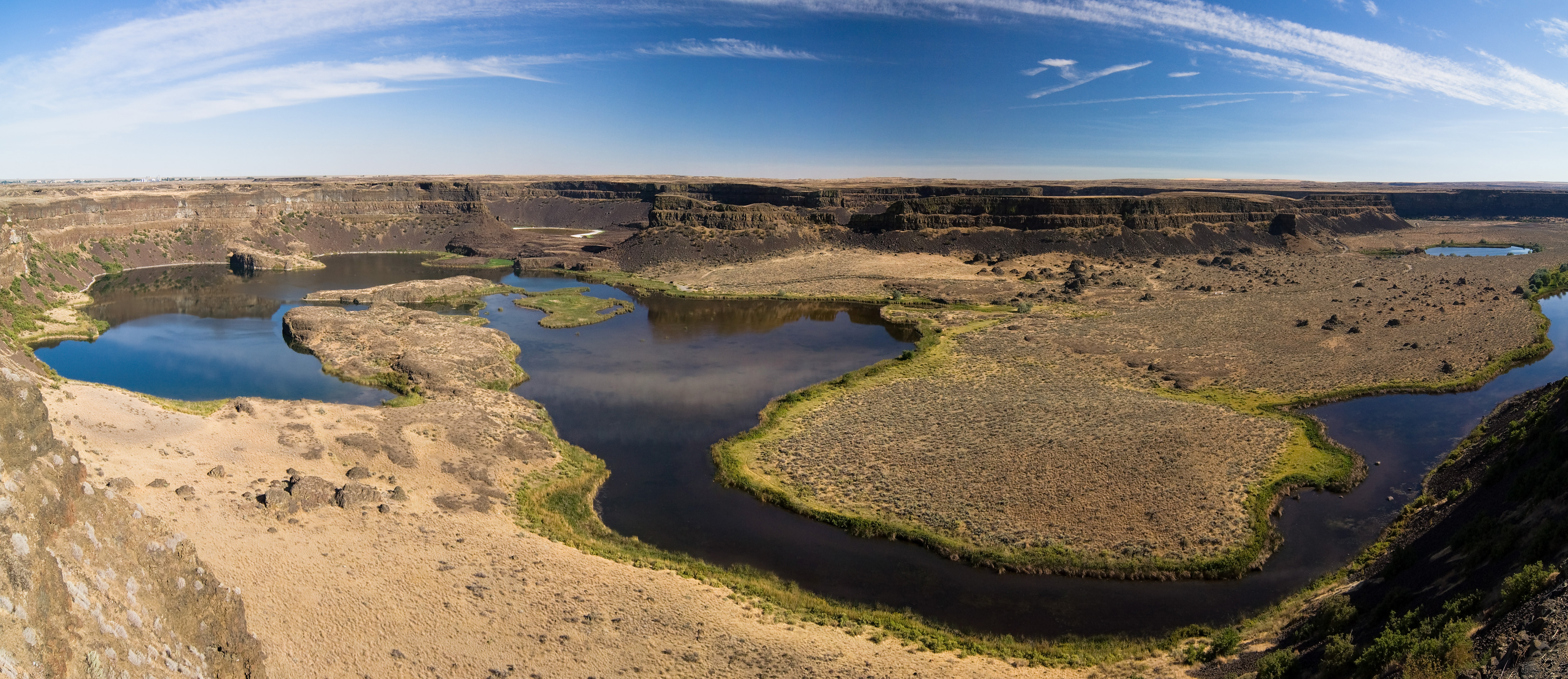
Dry Falls vom Dry Falls Interpretive Center aus gesehen

Die Dry Falls (engl. für trockene Wasserfälle) sind eine geologische Formation im Grant County im US-Bundesstaat Washington, die durch die Missoula-Fluten am Ende der letzten Eiszeit entstanden ist. Die Dry Falls sind 5,6 km (3,5 Meilen) breit und 122 Meter (400 Fuß) hoch. Während der Fluten bildeten die Dry Falls den größten bekannten Wasserfall der Erdgeschichte. Der geschätzte Abfluss entsprach dem Zehnfachen aller heutigen Flüsse weltweit. Die großen Pools am Fuß der Fälle wurden durch die Fluten ausgehöhlt.
Die Dry Falls sind heute ein Teil des Sun Lakes-Dry Falls State Park bei Coulee City an der Washington State Route 17 und sind von der Interstate 90 aus in etwa einer Stunde Fahrzeit erreichbar.